# プリシラ・フォード
プリシラ・ジョイス・フォード（Priscilla Joyce Ford、1929年2月10日 -2005年1月29日）は、アメリカ合衆国の大量殺人犯。
彼女は、1980年11月27日にネバダ州リノの歩道で車を暴走させ、6人の死者と23人以上の負傷者を出したことで知られている 。

## 犯行前
フォードは教師をしていたが、暴走事件以前にも警察の世話になることがあった。1957年には彼女は2番目の夫に正当防衛で発砲した後、自分に銃を向けるというトラブルを起こした。
また、娘が11歳の時には、住居侵入ならびに脅迫の容疑で逮捕された。
彼女は暴力的な妄想にとりつかれる妄想型統合失調症と診断されており、1980年にリノに転居するまでの間、7つの病院で入退院を繰り返してきた 。

## 犯行
1980年11月27日（感謝祭）、彼女はネバダ州リノの100フィート (30 m)ほどの道を、青い1974年型リンカーン・コンチネンタルで時速40マイル (64 km)で走り抜けた。
この暴走により、6人が死亡、少なくとも23人が負傷した。
逮捕時のフォードの血中アルコール濃度は基準値を大幅に超えるものだった。
警察から、車から出てくるように命じられた際、彼女は素直に従った。駆けつけた警察官の一人は彼女が非常に落ち着いていたことが印象に残っていると後に振り返っており、フォードから死亡者が何人出たのか訊かれて「5～6人」と答えた際には、「そう、よかったわねえ」（ "good"）と返してきたとしている。別の警官は拘留中のフォードが「もっと死んでたらよかったのに」（"The more dead, the better,"）とつぶやいていたことを話している。

## 裁判～晩年
暴走事件による実際の死者は7人だが、起訴状には6人が死者として扱われた。
フォードの弁護士は彼女が統合失調症により責任能力がないため死刑にすべきではなく、精神医療施設にて余生を送るべきだと主張した。
これに対し地区検事長はフォードを邪悪な人物と非難し、責任能力の所在を追及する構えを見せた。
証言台にてフォードは自分はイエス・キリストの生まれ変わりであると信じており、罪を犯すことが出来ないと発言した。
1981年1月29日にフォードは責任能力に欠けるという判断がくだされたが、同年8月4日、責任能力ありと判断された。
裁判は約5ヶ月にわたった 。

1982年3月19日、13時間にわたる審議の末、女性7人、男性5人で構成される陪審員団は、フォードが6人を殺し、23人を殺そうとした罪で死刑にすべきという評価を下した。
彼女は死刑判決に対して不服を申し立ててきたが、いずれも却下されている。
ヘビースモーカーだった彼女は、肺気腫で苦しんだ末、2005年1月29日にノースラスベガスにある南ネヴァダ州女性矯正施設(Southern Nevada Women's Correctional Center) にて75歳で亡くなった。